# 乌尔巴赫 (图林根州)
乌尔巴赫（德語：Urbach，發音：[ˈuːɐ̯ˌbax]）是德国图林根州诺德豪森县的市镇，面积26.53平方千米，2023年12月31日人口为850人。